# Saucier (Mississippi)
Pour les articles homonymes, voir Saucier.
Saucier est une census-designated place située dans le comté de Harrison, dans l’État du Mississippi. Lors du recensement de 2010, sa population s’élevait à 1 342 habitants.

## Histoire
Pierre LeMoyne d'Iberville a été choisi par le comte de Pontchartrain, ministre de la Marine de Louis XIV, d'établir une colonie française en Amérique dans cette région de la Louisiane française. Lors de la fondation de Biloxi, capitale un moment de la Louisiane française, des colons français et Canadiens-français s'établirent dans la région de Biloxi. C'est ainsi que la famille Saucier, originaire du Canada, vint s'installer dans cette région. Jean-Baptiste Saucier s'établit au nord de Biloxi près de la rivière Biloxi et fonda le premier établissement de la ville de Saucier.

## Géographie
La ville de Saucier est située à une cinquantaine de kilomètres au nord-ouest de la ville de Biloxi qui fut la première capitale de la Louisiane française.

## Notes et références

Localisation de la ville de Saucier dans l'État du Mississippi.